# Hodologisk
Hodologisk (av grekiska hodos, väg), "hodologiskt synsätt", ett idéhistoriskt begrepp som avser en linjär, geografisk uppfattning som baseras på erfarenheten som resande, i motsats till en modern, flerdimensionell världsuppfattning.
Termen myntades av Pietro Janni i La mappa e il periplo. Cartografia antica e spazio odologico 1984, och syftade på Romarrikets geografiska uppfattning. Termen används för att beskriva den förvrängning som kännetecknar antika kartor som Tabula Peutingeriana, där vägarna är i fokus.